# Равна Романия
Равна Романия (на сръбски: Равна Романија) е село в Босна и Херцеговина, разположено в община Соколац, в ентитета на Република Сръбска. Населението му според преброяването през 2013 г. е 242 души, от тях: 241 (99,58 %) сърби 1 (0,41) не определен.

## Население
Численост на населението според преброяванията през годините:
- 1961 – 185 души
- 1971 – 175 души
- 1981 – 120 души
- 1991 – 115 души
- 2013 – 242 души